# Akiko Suwanai
Akiko Suwanai (jap. 諏訪内 晶子, Suwanai Akiko; * 7. Februar 1972 in der Präfektur Tokio) ist eine japanische Geigerin.

## Karriere
Akiko Suwanai studierte bei Toshiya Etô an der Tôhô Gakuen School, bei Dorothy DeLay und Cho-Liang Lin an der Juilliard School und bei Uwe-Martin Haiberg an der Universität der Künste Berlin. 1989 gewann sie den zweiten Preis beim Concours Reine Elisabeth in Brüssel. 1990 wurde sie die bis dahin jüngste Gewinnerin beim Tschaikowski-Wettbewerb in Moskau.
Zeitweise spielte sie auf einer Stradivari als Leihgabe der Nippon Music Foundation. Sie hat zahlreiche CDs veröffentlicht.

## Diskografie
- 1997: Concerto No. 1 / Scottish Fantasy
- 1998: Suwanai: Souvenir
- 2001: Violin Concerto, etc.
- 2001: Mendelssohn: Violin Concerto in E Minor / Tchaikovsky: Violin Concerto in D Major
- 2002: Brahms, Dvořák, Janáček
- 2003: Sibelius & Walton Violin Concertos
- 2004: Poème
- 2006: Bach: Violin Concertos